# Sonic Dolls
Sonic Dolls ist eine deutsche Punkband aus Düsseldorf, die 1994 in Duisburg-Rheinhausen gegründet wurde. Die Band setzt sich zusammen aus Eric J. President (Gitarre/Gesang, früher Bassist bei den Radiation Kings), Peter Doll (Gitarre), Frankie Disco (Bass, früher Schlagzeuger der Band Bratseth) und ToMo_01 (Schlagzeug, auch in der Band Oiro). Die Band wurde nach eigenen Angaben beeinflusst von Bands wie den Ramones, Agent Orange, MC5, Beatles, Screeching Weasel und Buzzcocks. Aufnahmen umfassen fünf Studio-Alben, eine Live-LP und zwölf Singles, überdies sind Stücke auf zahlreichen Samplern vertreten, unter anderem bei den Magazinen Ox und Plastic Bomb.

## Diskografie

### Alben
- 1996: Boys' Night Out (LP/CD, Radio Blast Recordings)
- 1997: Real Takes on Body Fakes (LP, Radio Blast Recordings)
- 1999: Live at the Puked (one-sided LP, All Star Manufacturing)
- 1999: Bionik (LP, Star Star Records, Ox-Records)
- 2001: Bionik (CD All Star Manufacturing, Flight13, Stardumb Records)
- 2002: Riot at the Sheep Dog Trials (LP/CD, Stardumb Records)
- 2006: I'm a Flower, Too (LP/CD, Flight13 Records)
- 2025: Maximumsonicdoll (LP, Hey Suburbia Records)

### Singles und EP
- 1995: Pin-Up Girl (Single, Incognito Records)
- 1995: Broken Hearted (Single, Götterwind Imperium)
- 1995: s/t (EP, Plastic Bomb Records)
- 1996: Sonic Dolls/Boris the Sprinkler (Split-7inch, Bulge Records)
- 1997: Loveletters from Tour (Single, Radio Blast Recordings)
- 1997: Less Bark More Bite (Single, No Tomorrow, Punch Records)
- 1998: Electric Man (EP, Let’s Dance Records)
- 2001: Seeing Double (EP, Flight13, All Star Manufacturing)
- 2002: ...And We Loved You from the Start (EP, Sonic Booze)
- 2003: The Blitzkrieg Bop!! (Single, All Star Manufacturing)
- 2006: Sonic Dolls/The Apers (Split-7inch, It’s Alive Records)
- 2007: Year of the Smile (EP, Sitzer Records)